# استان آرماویر
آرماویر (به ارمنی: Արմավիր)، استان کوچکی در غرب ایروان، میان ایروان و کوه آرارات جای دارد.

## جغرافیا و تاریخچه

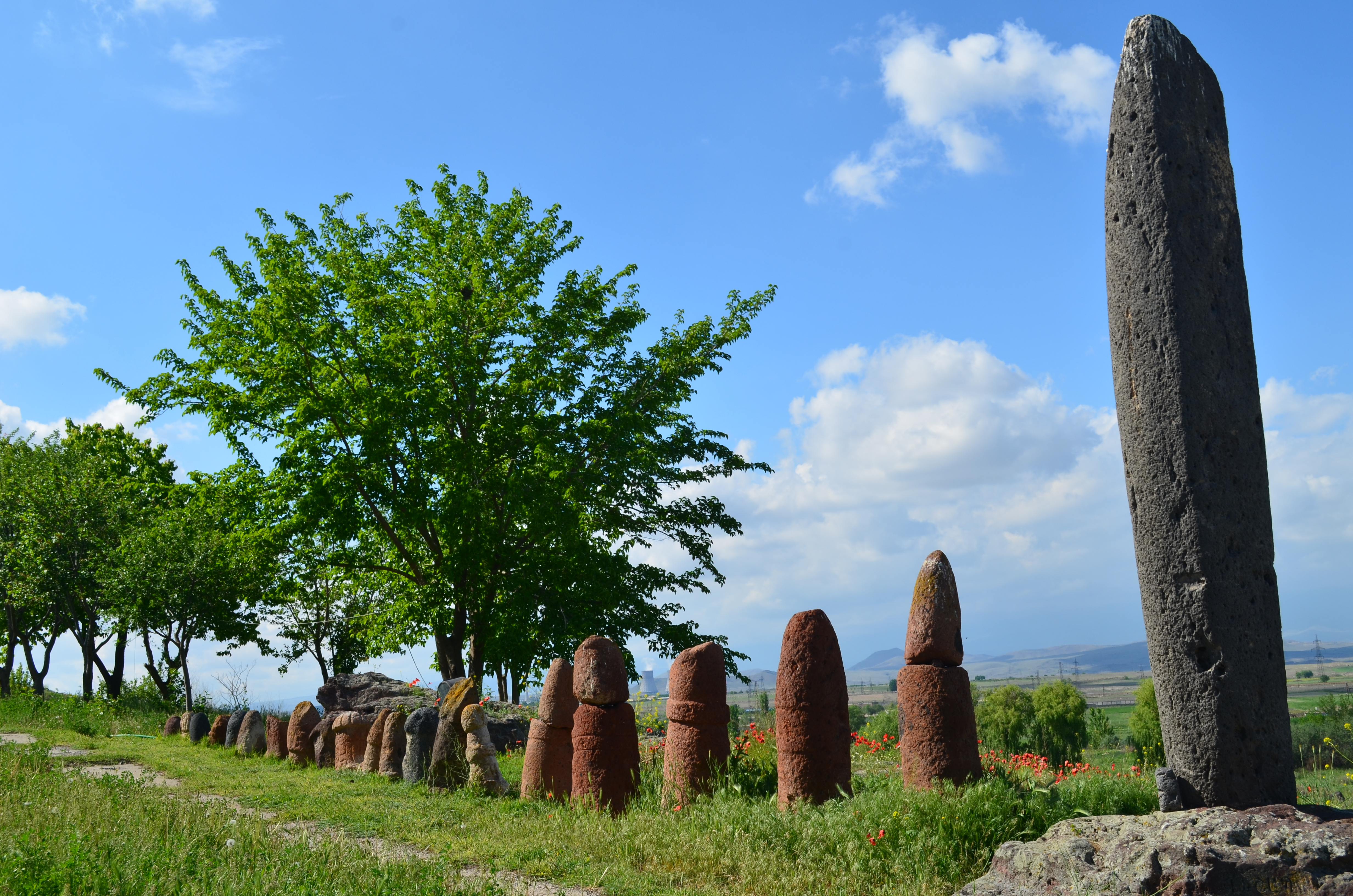
استان آرماویر

نام آرماویر از نام یکی از نخستین پایتخت‌های ارمنستان گرفته شده است. زمینهای این استان میان دو رشته کوه آرارات و آراگاتس قرار دارد و از دید گیتاشناختی بخشی از دره آرارات بشمار می‌آید. تمام بخش جنوبی این استان کرانه رود ارس است که مرز ارمنستان و ترکیه را تشکیل می‌دهد. آب و هوای آرماویر خشک و آفتابی است. پشته‌ای که ارمنستان بر روی آن جای گرفته چهل دره دارد و بزرگ‌ترین و بارورترین دره آن همین دره آرماویر است.
مرکز این استان شهر آرماویر است که تا چند سال پیش هوکتِمبریان نام داشت. در این شهر یک باغ گیاهشناسی شخصی وجود دارد.
از شهرهای دیگر این استان شهر یغِگنوت است که نام قدیم آن در زمان ایرانیان، صفی‌آباد بود و بعدها قمیشلو و بعد هم یغگنوت نام گرفت. شهر تازه دیگری هم در این استان ساخته شده بنام مِتسامور بمعنی مهمانسرا. متسامور برای جایگزین کردن کارکنان نیروگاه هسته‌ای ارمنستان در سال ۱۹۷۹ ساخته شد. البته این نیروگاه اکنون از کار افتاده است. شهر دیگر این استان کاراکِرت است که بازمانده یک دژ عصر آهن در پیرامون آن قرار دارد.
روستایی به نام آیگِک در این استان وجود دارد که در سال ۱۹۴۶ به منظور اسکان مهاجران ایرانی ساخته شده است.
از روستای هوکتمبر که تا سال ۱۹۳۵ ساردارآباد نام داشت به سمت روستای دزِرژینسکی که برانیم به مکانی می‌رسیم که دژ مهم حکومت ایران به نام دژ ساردار در آنجا بوده. (ارمنی‌ها آن را سارداری برد می‌نامند). این دژ را سردار حسینقلی خان قاجار ملقب به سردار ایروانی واپسین والی ایران در خانات ایروان در سال ۱۸۱۰ ساخت. برغم پدافند جانانه حسن خان قاجار، برادر حسینقلی خان، روس‌ها در ۱۸۲۸ به فرماندهی ارتشبد پاسکویچ بر این دژ چیره شدند. شوروی‌ها بعدها این دژ و یادگار ایرانی را به کل ویران کردند تا اثری از آن نماند.

## تقسیمات استانی
شهر مقدس اچمیادزین در این استان واقع شده است.
استان آرماویر was formed پس از قانون جدید ۴ سپتامبر 1995, regarding the Administrative-territorial division جمهوری ارمنستان.
As of the beginning of 2009, the population of the urban communities was ۱۰۱٬۷۰۰; forming 35.8% of the province's total population, while the rural communities had a population of ۱۸۲٬۸۰۰; forming 64.2% of the province's population.
استان آرماویر شامل موارد زیر است 97 communities (hamaynkner), of which 3 are considered urban و 94 are considered rural.

### شهرک‌ها یا جوامع شهری
| تصویر | شهر (شهرک) | استان   | بنیانگذاری       | مساحت (کیلومترمربع) | جمعیت (سرشماری ۲۰۱۱) |
| ----- | ---------- | ------- | ---------------- | ------------------- | -------------------- |
|       | آرماویر    | آرماویر | ۱۹۳۱             | ۶                   | ۲۹٬۳۱۹               |
|       | متسامور    | آرماویر | ۱۹۶۹             | ۴                   | ۹٬۱۹۱                |
|       | واغارشاپات | آرماویر | ۶۸۵ پیش از میلاد | ۱۳                  | ۴۶٬۵۴۰               |

### روستاها یا جوامع روستایی
| - آغاوناتون - آکنالیج - آکناشن - آلاشکرت - آماسیا - آمبرد - آپاگا - آراگاتس - آراکس - آراکس - آراتاشن - آرازاپ - آرواداشت - آرواشات - آرویک، آرماویر - آرگاواند - آرگینا - آرماویر - آرشالویس - آرتامت - آرتاشار - آرتیمت - آیگک - آیگشات - آیگشات - آیگوان - باگاران - باغرامیان - باغرامیان - بامباکاشات - برکاشات - دالاریک | - داشت - دوغس - فریک - گای - گغاکرت - گتاشن - گریبادوف - هاتسیک - هایکاشن - هایکاوان - هایتاغ - هووتامج - هوشاکرت - جانفیدا - جرارات - جراربی - جراشن - کاراکرت - خانجیان - خورونک - کوغباوان - لنوغی - لرناگوگ - لرنامردز - لوکاشین - لوساگیوغ - مارگارا - مائیسیان - مردزاوان - متسامور - مرگاستان | - مرگاشات - موسی‌لر - میاسنیکیان - نالباندیان - نوراکارت - نور آرماویر - نور آرتاگرس - نور کساریا - نوراپات - نوراوان - پاراکار - پشاتاوان - پتغونک - ساردارآباد - شاهومیان - شاهومیان ترچنافاربیکا - شناوان - شنیک - تالووریک - تاندزوت - تارونیک - تساغکالانج - تساغکونک - تسیاتسان - واناند - وارداناشن - ووسکهات - یغنود - یراسخاهون - یروانداشات - زارتونک |

#### روستاهای بدون جوامع
- تایروف متعلق به ناحیه پاراکار

## استانداران
- آشوت قاهرمانیان
- ادوارد هوهانیسیان[۴]

## اماکن گردشگری
سازههای تاریخی، گردشگری و مذهبی این استان عبارتنداز:
- یادبود نبرد سارداراباد
- موزه مردم‌نگاری ارمنستان
- کلیسای هریپسیمه مقدس، واغارشاپات
- کلیسای گایانه قدیس
- صومعه تارگمانچاتس، آیگشات
- زوارتنوتس (تاریخی)
- فرودگاه بین‌المللی زوارتنوتس
- کلیسای جامع اچمیادزین
- کلیسای شوغاکات
- کلیسای جامع زوارتنوتس
- کلیسای سنت هریپسیمه

آرماویر
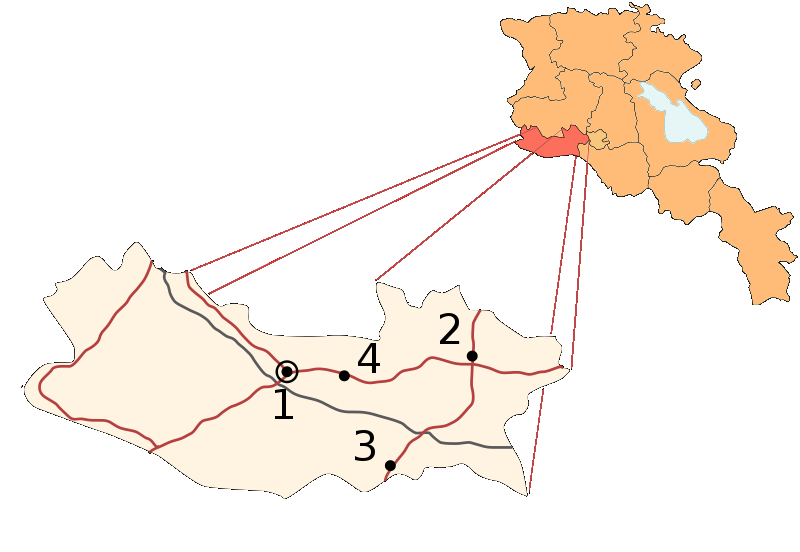
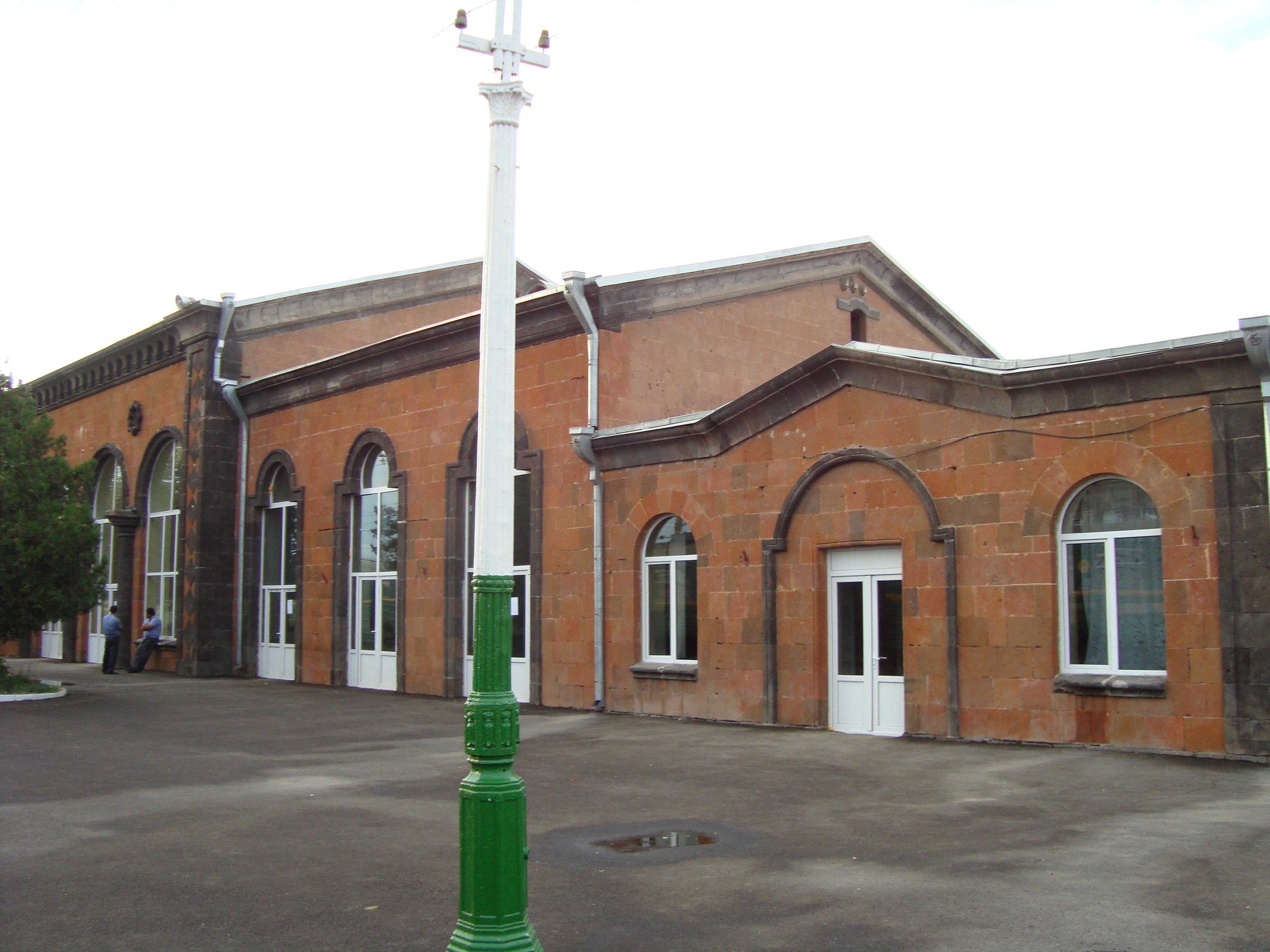
ایستگاه راه‌آهن آرماویر
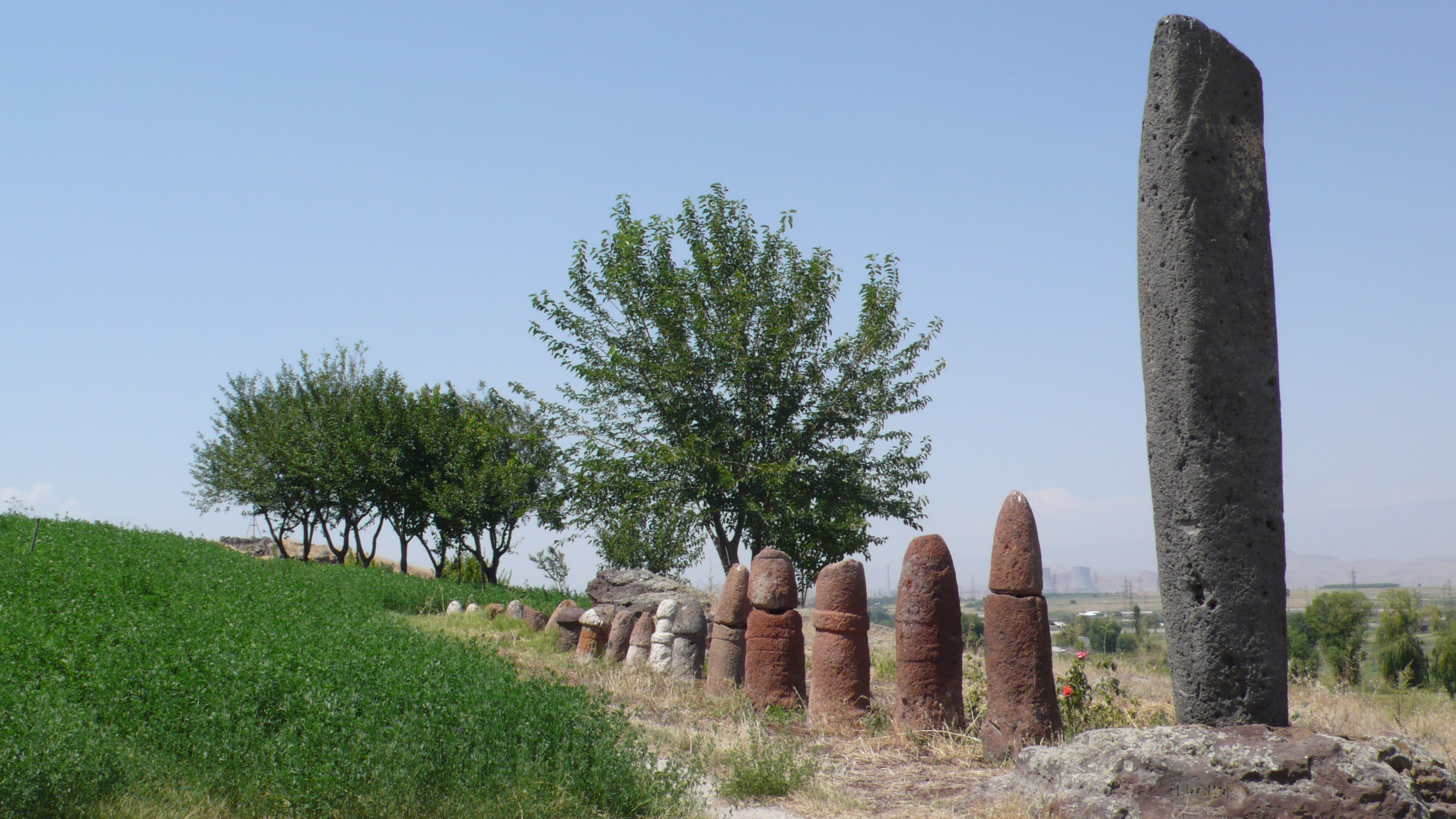
Metsamor site of the هزاره ۵ام پیش از میلاد
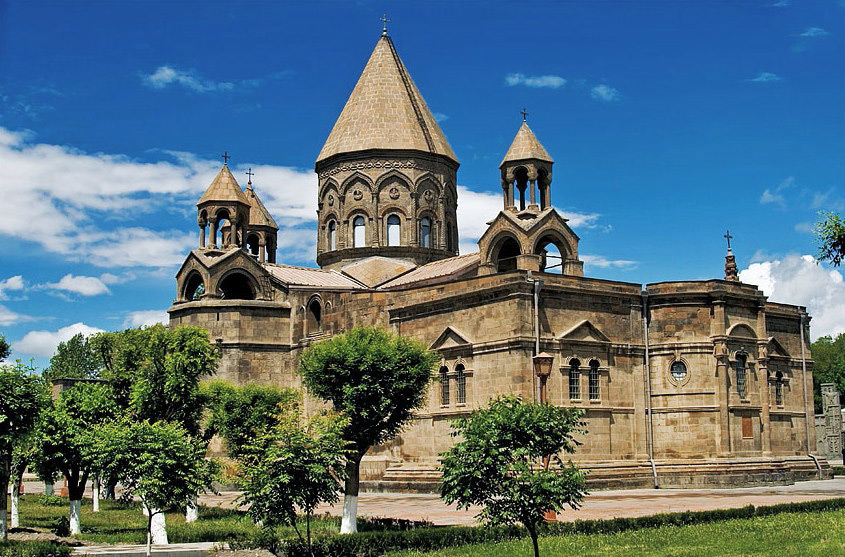
کلیسای جامع اچمیادزین،  ۳۰۳ پس از میلاد،  یونسکو میراث جهانی یونسکو
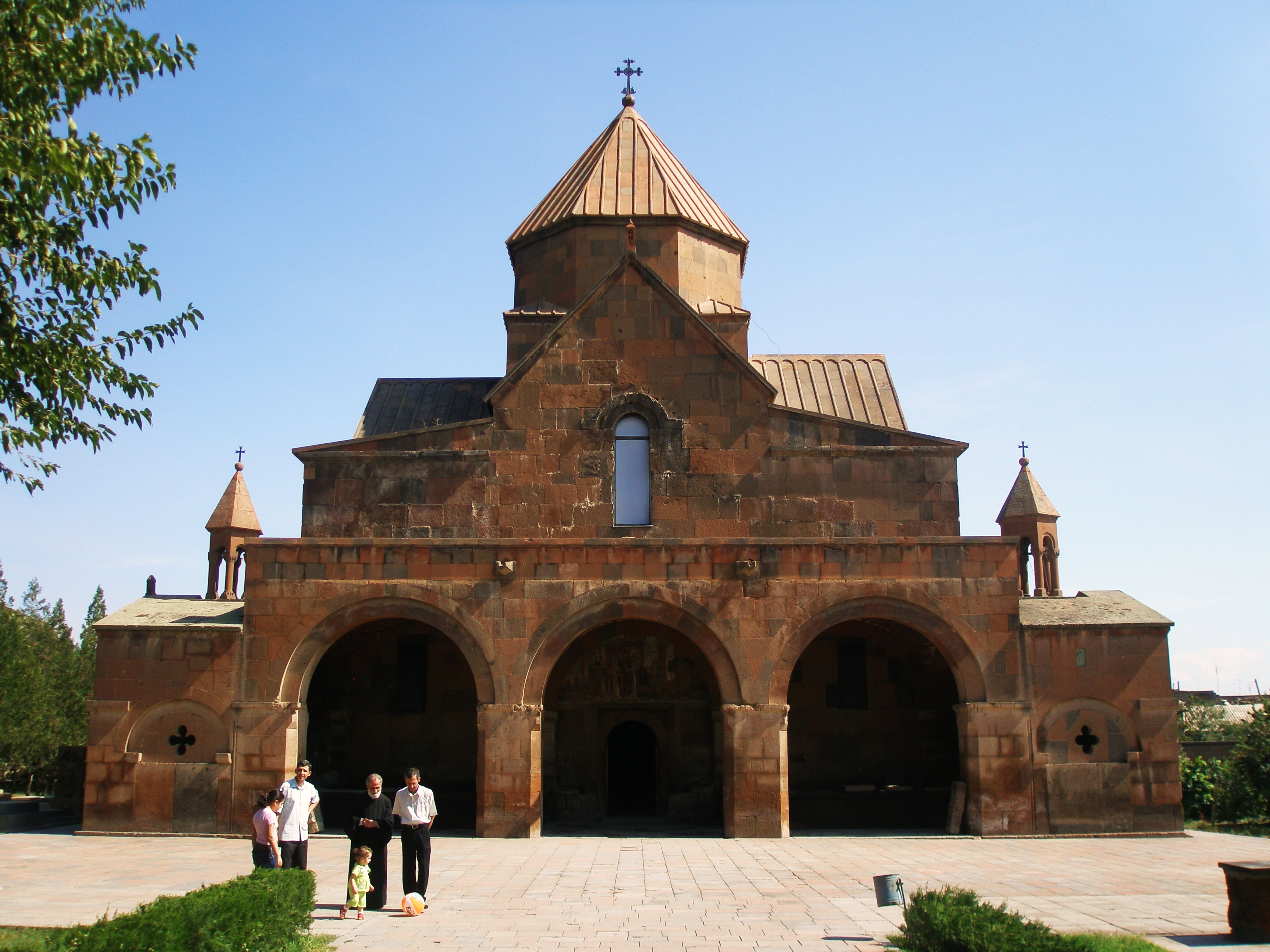
کلیسای گایانه قدیس،  ۶۳۰ پس از میلاد،  یونسکو،  میراث جهانی یونسکو
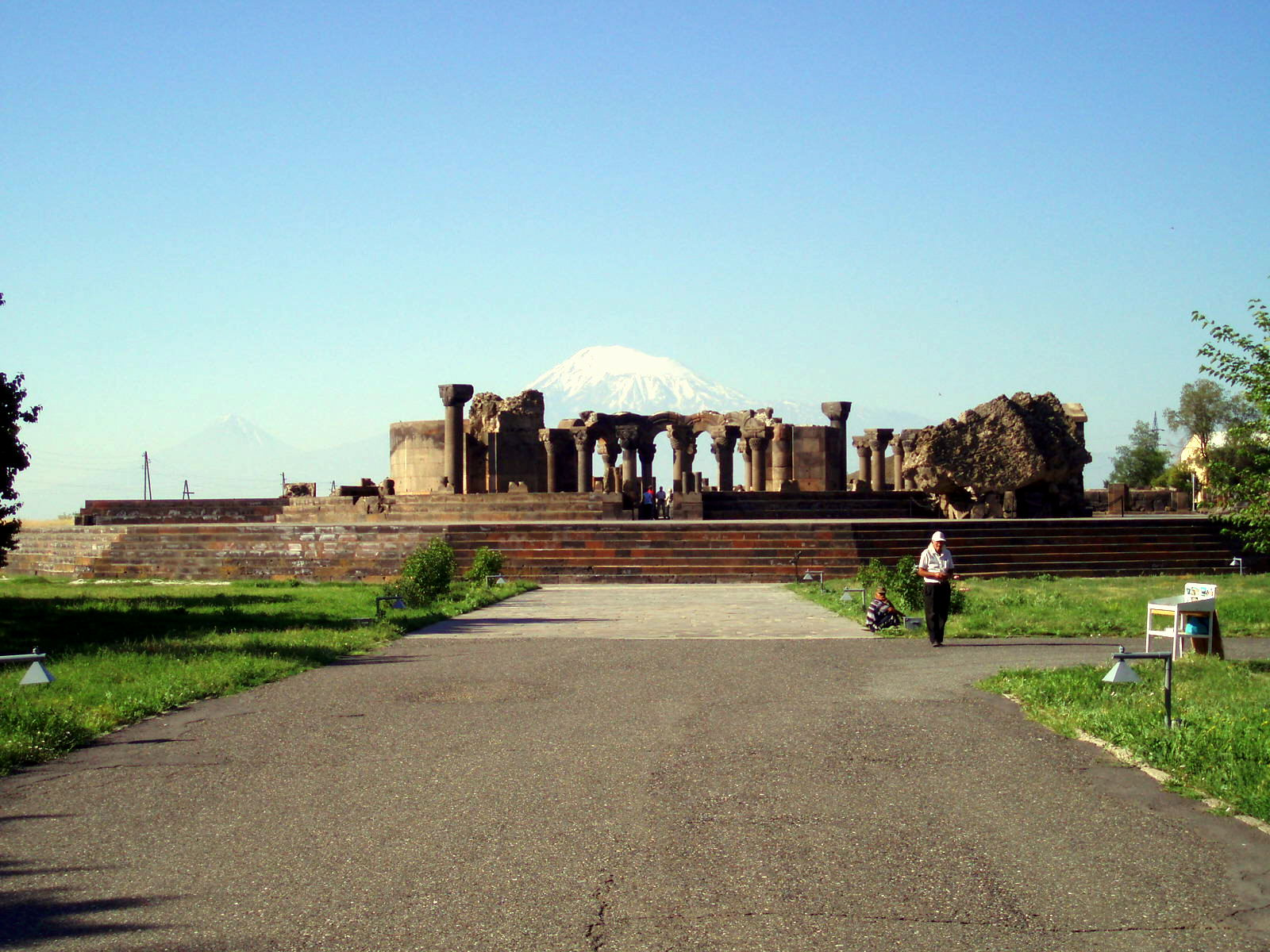
زوارتنوتس (تاریخی), سده ۷ام میلادی،  یونسکو،  میراث جهانی یونسکو
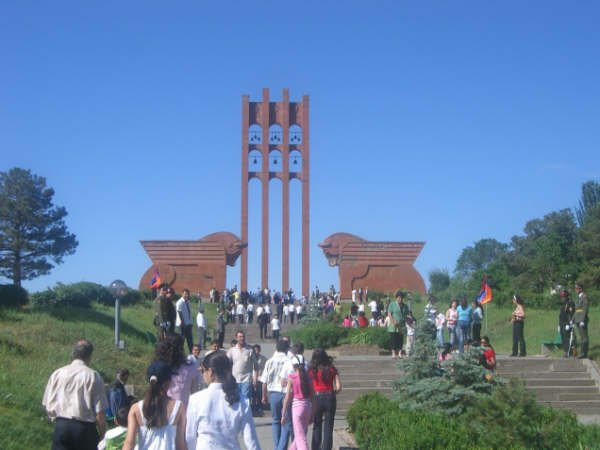
یادبود نبرد سارداراباد در نزدیکی روستای آراکس